# Stenoluperus taiwanus
Stenoluperus taiwanus là một loài bọ cánh cứng trong họ Chrysomelidae. Loài này được Kimoto miêu tả khoa học năm 1991.